# Тайная жизнь моей матери
«Тайная жизнь моей матери» (англ. My Mother's Secret Life) — американская мелодрама 1984 года, снятая режиссером Робертом Марковицем.

## Сюжет
У шестнадцатилетней Тоби умирает отец. Тоби прожила всю жизнь вместе с ним и теперь осталась одна. В бумагах отца она находит адрес своей матери, которую никогда не знала. Мечты об обретении близкого человека сталкиваются с суровой реальностью — мать Тоби оказывается высокооплачиваемой проституткой.

## В ролях
- Аманда Уисс — Тоби Дженсен
- Лони Андерсон — Эллен Блейк
- Пол Сорвино